# Nickerlea
Nickerlea is een geslacht van kevers uit de familie van de loopkevers (Carabidae). De wetenschappelijke naam van het geslacht is voor het eerst geldig gepubliceerd in 1899 door W.Horn.

## Soorten
Het geslacht Nickerlea omvat de volgende soorten:
- Nickerlea aesdorsalis Sumlin, 1997
- Nickerlea distypsideroides Horn, 1899
- Nickerlea nigrilabris Sumlin, 1997
- Nickerlea sloanei (Lea, 1898)